# Grzegorz Skwierczyński
Grzegorz Krzysztof Skwierczyński (Siedlce; 25 de Julho de 1974 — ) é um político da Polónia. Ele foi eleito para a Sejm em 25 de Setembro de 2005 com 6963 votos em 18 no distrito de Siedlce, candidato pelas listas do partido Samoobrona Rzeczpospolitej Polskiej.